# Втрачений рай (фільм, 1991)
«Втрачений рай» — радянський художній фільм 1991 року, знятий режисером Давидом Сафаряном на кіностудії «Вірменфільм».

## Сюжет
Коріння «Втраченого раю» — символічної, повної релігійних інтонацій драми — у вірменській історії та міфології. Автор картини представляє типову селянську сім'ю у віддаленому селі, яке водночас є відображенням цілого світу.

## У ролях
- Яна Друзь — головна роль
- Карен Джанібекян — головна роль
- Георгій Товмасян — головна роль
- Грант Мнацаканян — роль другого плану
- Камо Арзуманян — роль другого плану

## Знімальна група
- Режисер — Давид Сафарян
- Сценаристи — Давид Сафарян, Роланд Шароян, Григор Данієлян
- Оператор — Ашот Мкртчян
- Композитор — Степан Лусікян
- Художник — Григорій Торосян